# Малу Ейдесгаард
Малу Ейдесгаард (дан. Malou Ejdesgaard; нар. 13 березня 1991) — колишня данська тенісистка.
Найвищу одиночну позицію світового рейтингу — 717 місце досягла 13 вересня 2010, парну — 252 місце — 23 липня 2012 року.
Здобула 7 парних титулів туру ITF.
Завершила кар'єру 2014 року.

## Фінали ITF
| турніри $50,000 |
| турніри $25,000 |
| турніри $10,000 |

### Одиночний розряд: 1 (0–1)
| Результат | Ранг | Дата         | Турнір               | Покриття   | Суперниця                | Рахунок  |
| --------- | ---- | ------------ | -------------------- | ---------- | ------------------------ | -------- |
| Поразка   | 1.   | 2 липня 2011 | ITF Мелілья, Іспанія | Тверде (i) | Росіо де ла Торре-Санчес | 0–6, 1–6 |

### Парний розряд: 18 (7–11)
| Результат | Ранг | Дата              | Турнір                            | Покриття   | Партнерка              | Суперниці                            | Рахунок          |
| --------- | ---- | ----------------- | --------------------------------- | ---------- | ---------------------- | ------------------------------------ | ---------------- |
| Поразка   | 1.   | 2 листопада 2008  | ITF Стокгольм, Швеція             | Тверде (i) | Анна Бражнікова        | Гелене Еуенсен Ульрікке Ейкері       | 2–6, 6–4, [8–10] |
| Поразка   | 2.   | 19 червня 2009    | ITF Ґеусдал, Норвегія             | Тверде     | Гелене Еуенсен         | Вікторія Ларр'єр Зузана Лінгова      | 6–3, 4–6, [0–10] |
| Поразка   | 3.   | 9 серпня 2009     | ITF Савітайпале, Фінляндія        | Ґрунт      | Естер Масурі           | Діана Марцинкевич Ганна Орлик        | 6–4, 2–6, [6–10] |
| Поразка   | 4.   | 11 вересня 2009   | ITF Русе, Болгарія                | Ґрунт      | Дія Евтімова           | Йоана Іван Сімона-Юлія Матей         | 1–6, 4–6         |
| Поразка   | 5.   | 14 листопада 2009 | ITF Джерсі, Велика Британія       | Тверде (i) | Тімеа Бабош            | Кікі Бертенс Даніелле Гармсен        | 5–7, 5–7         |
| Перемога  | 1.   | 17 січня 2010     | ITF Ле-Гозьє, Франція (Гваделупа) | Тверде     | Алізе Лім              | Кайла Різзоло Кейті Ракерт           | 6–1, 5–7, [10–3] |
| Перемога  | 2.   | 20 березня 2010   | ITF Бат, Велика Британія          | Тверде (i) | Катажина Пітер         | Джейд Кертіс Анна Фіцпатрік          | 6–3, 6–2         |
| Перемога  | 3.   | 25 червня 2010    | ITF Ґеусдал, Норвегія             | Тверде     | Зузана Лінгова         | Каріна Ісаян Анастасія Мухаметова    | 6–2, 6–3         |
| Перемога  | 4.   | 3 вересня 2010    | ITF Стамбул, Туреччина            | Тверде     | Ксенія Палкіна         | Ґаллі Де Вал Яніна Тольян            | 6–4, 6–4         |
| Поразка   | 6.   | 20 травня 2011    | ITF Дурбан, ПАР                   | Тверде (i) | Ніколь Роттманн        | Дженніфер Аллан Суріна Де Беер       | 2–6, 6–4 [8–10]  |
| Поразка   | 7.   | 27 травня 2011    | ITF Дурбан, ПАР                   | Тверде (i) | Ніколь Роттманн        | Катержина Крамперова Зузана Лінгова  | 3–6, 6–3 [8–10]  |
| Перемога  | 5.   | 25 червня 2011    | ITF Алкобаса, Португалія          | Тверде     | Аленка Губачек         | Маріана Корреа Деніелл Міллс         | 6–2, 7–5         |
| Поразка   | 8.   | 1 липня 2011      | ITF Мелілья, Іспанія              | Тверде (i) | Аленка Губачек         | Аселя Аргінбаєва Таня Самодєлок      | 6–1, 3–6 [7–10]  |
| Перемога  | 6.   | 9 липня 2011      | ITF Вальядолід, Іспанія           | Тверде     | Вікторія Ларр'єр       | Ванеса Фурланетто Аранса Салут       | 6–0, 6–3         |
| Поразка   | 9.   | 12 листопада 2011 | ITF Лафборо, Велика Британія      | Тверде (i) | Аманда Елліотт         | Тара Мур Франсеска Стівенсон         | 6–3, 2–6, [3–10] |
| Поразка   | 10.  | 15 липня 2012     | ITF Ашаффенбург, Німеччина        | Ґрунт      | Река Луца Яні          | Флоренсія Молінеро Штефані Фогт      | 3–6, 6–7(3)      |
| Перемога  | 7.   | 28 вересня 2012   | ITF Мадрид, Іспанія               | Ґрунт      | Александрина Найденова | Татьяна Буа Івонне Кавальє Реймерс   | 5–7, 6–3, [10–3] |
| Поразка   | 11.  | 22 квітня 2013    | ITF Сан-Северо, Італія            | Ґрунт      | Мартіна Дітлев         | Десіпна Папаміхаїл Джулія Суссарелло | 1–6, 4–6         |

### Результати в Кубку Федерації

#### Одиночний розряд
| Розіграш                | Раунд | Дата          | Супротивник | Покриття   | Суперниця   | W/L     | Результат     |
| ----------------------- | ----- | ------------- | ----------- | ---------- | ----------- | ------- | ------------- |
| Зона Європа/Африка 2010 | ПФ    | 6 лютого 2010 | Ізраїль     | Тверде (i) | Юлія Глушко | Поразка | 6–4, 0–1 ret. |

#### Парний розряд
| Розіграш                | Раунд | Дата     | Супротивник | Покриття   | Партнерка              | Суперниці                    | W/L      | Результат     |
| ----------------------- | ----- | -------- | ----------- | ---------- | ---------------------- | ---------------------------- | -------- | ------------- |
| Зона Європа/Африка 2010 | RR    | 4 лютого | Угорщина    | Тверде (i) | Каріна-Ільдор Якобсґор | Река Луца Яні Жофія Шушаньї  | Перемога | 3–6, 6–3, 6–1 |
| Зона Європа/Африка 2010 | RR    | 5 лютого | Латвія      | Тверде (i) | Каріна-Ільдор Якобсґор | Ліга Декмеєре Ірина Кузьміна | Поразка  | 7–5, 4–6, 2–6 |